# Breitenburger Kanal

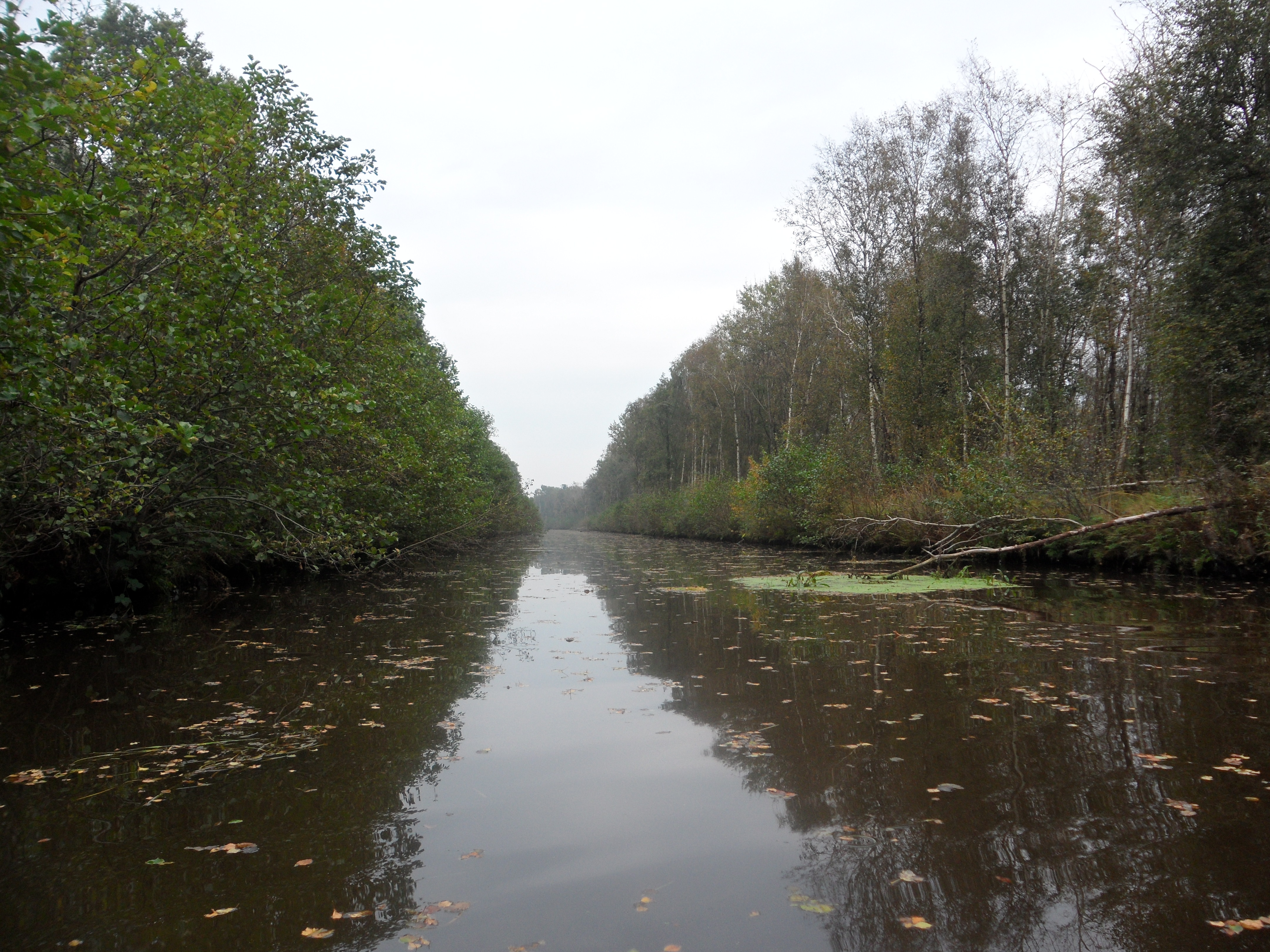
Breitenburger Kanal nahe der Kreidegrube Saturn

Der Breitenburger Kanal verläuft in Schleswig-Holstein bei Münsterdorf und Lägerdorf. Er ist  10,2 km lang, 3 Meter tief und 10 bis 12 Meter breit. Streckenweise wird er auch als Breitenburger Moorkanal, Lägerdorfer Moorkanal bzw. Breitenburger Schiffahrtskanal, der ältere Ostteil früher als Torfkanal bezeichnet.

## Geschichte
Den Schiffahrtskanal ließ die (Guts-)Herrschaft Breitenburg unter Cuno Graf zu Rantzau in den Jahren 1875 bis 1877 mit einem Kostenaufwand von 200.000 Reichsmark erbauen, um zum einen den im Breitenburger Moor gestochenen Torf besser nach Hamburg transportieren zu können, und zum anderen Kreide und Ton von der Stör zu den Zementfabriken in Lägerdorf und den in den Fabriken hergestellten Zement zur Stör verschiffen zu können. Bis zur Moorbrücke existierte bereits der Moorkanal, der für den Bau des Schifffahrtskanals verbreitert wurde. Die Kanalstrecke ab Moorbrücke bis zu den Zementfabriken in Lägerdorf musste neu erstellt werden. Die Kanalschifffahrt wurde 1974 eingestellt.

## Wasserwirtschaft
Der Kanal erhält sein Wasser über die Hörnerau und Alte Hörner Au; zudem entwässert das Breitenburger Moor über ihn. Seinerseits entwässert der Kanal sowohl über das Schöpfwerk als auch die Schleuse beim Münsterdorfer Yachthafen (Kanalschleuse, früher Wellenschleuse genannt) in die Stör. Das Schöpfwerk wurde 1952 gebaut und wird vom Wasser- und Bodenverband Hörnerau betrieben. Die Strömung im Kanal ist gering.
Der Kanal ist fast auf ganzer Länge mit dem Kanu befahrbar. Von Ende September 2009 bis Anfang Februar 2010 war der Kanal in weiten Teilen für die Nutzung durch Wasserfahrzeuge gesperrt, da an der Westseite der Kreidegrube Saturn die Gefahr einer Moorverschiebung und Böschungsabrutschung bestand.
2011 begannen die Vorbereitungen für einen Umbau der Kanalmündung in die Stör: Statt des damaligen Hafens mit schiffbarer Schleuse entstand ein nichtschiffbares Siel. Im Juni 2012 war das Siel fertig.

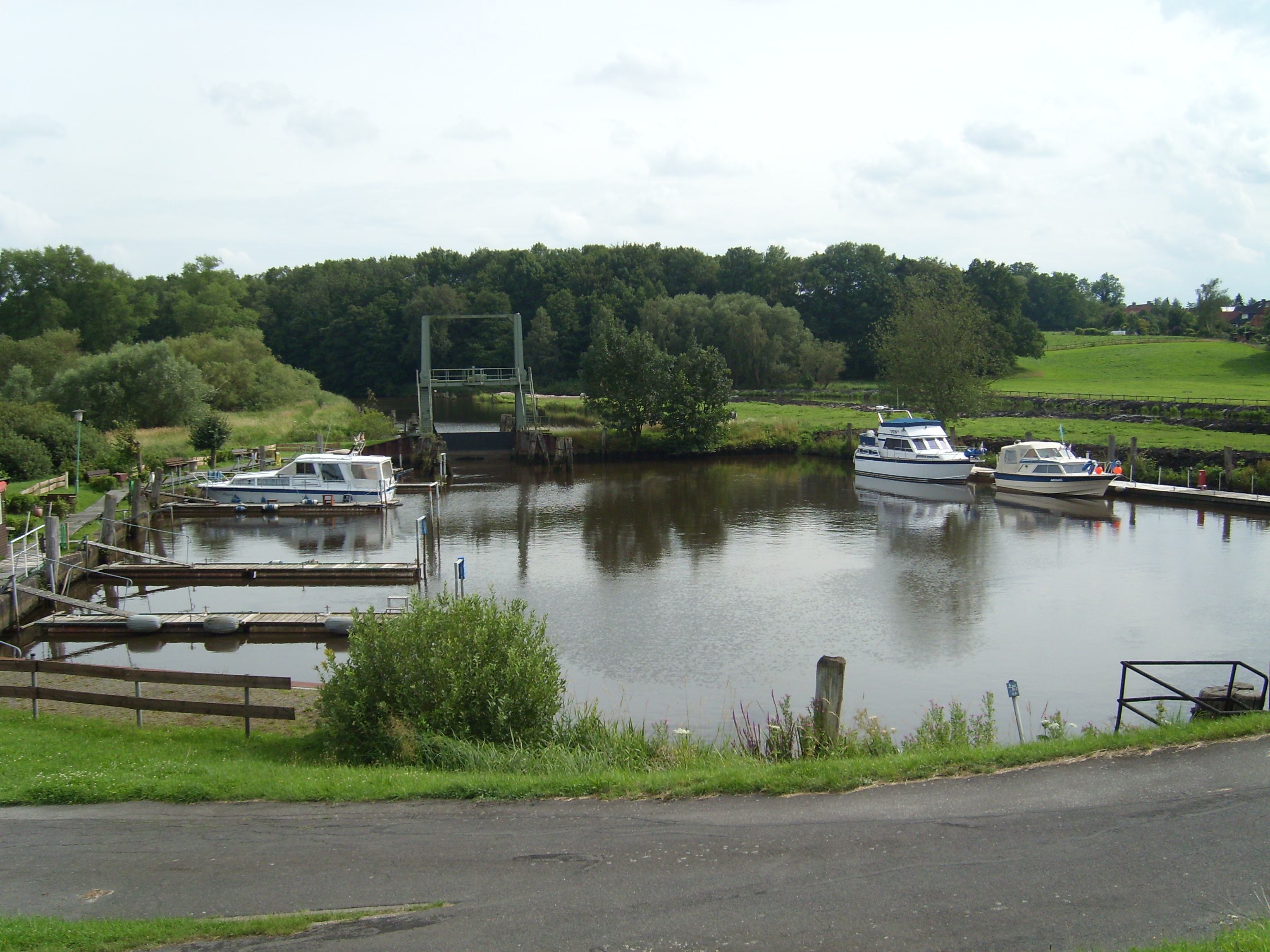
Schleuse zwischen Münsterdorfer Hafen und Breitenburger Kanal
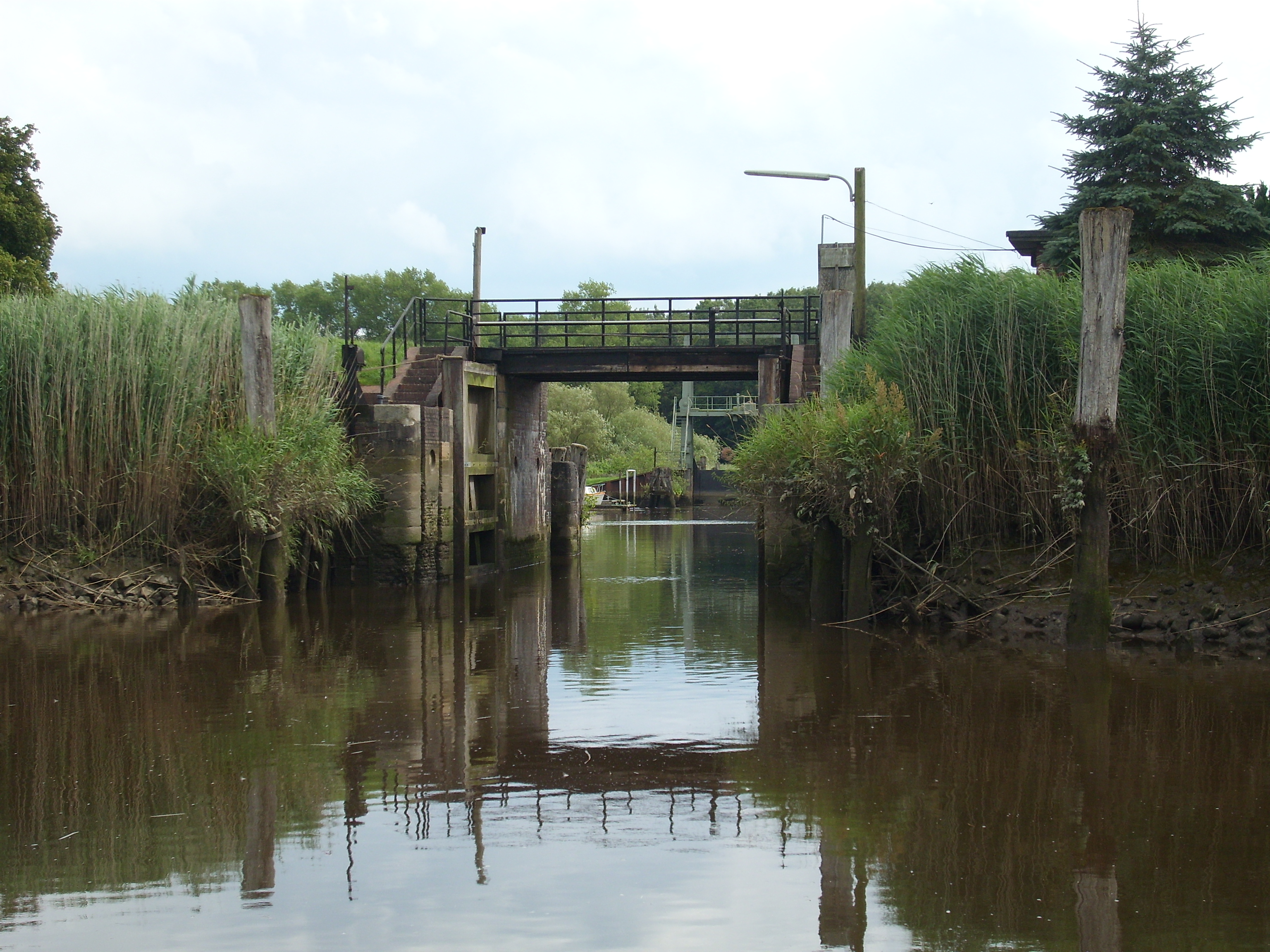
Schleuse zwischen Stör und Münsterdorfer Hafen; im Hintergrund ist die Schleuse zum Breitenburger Kanal zu sehen
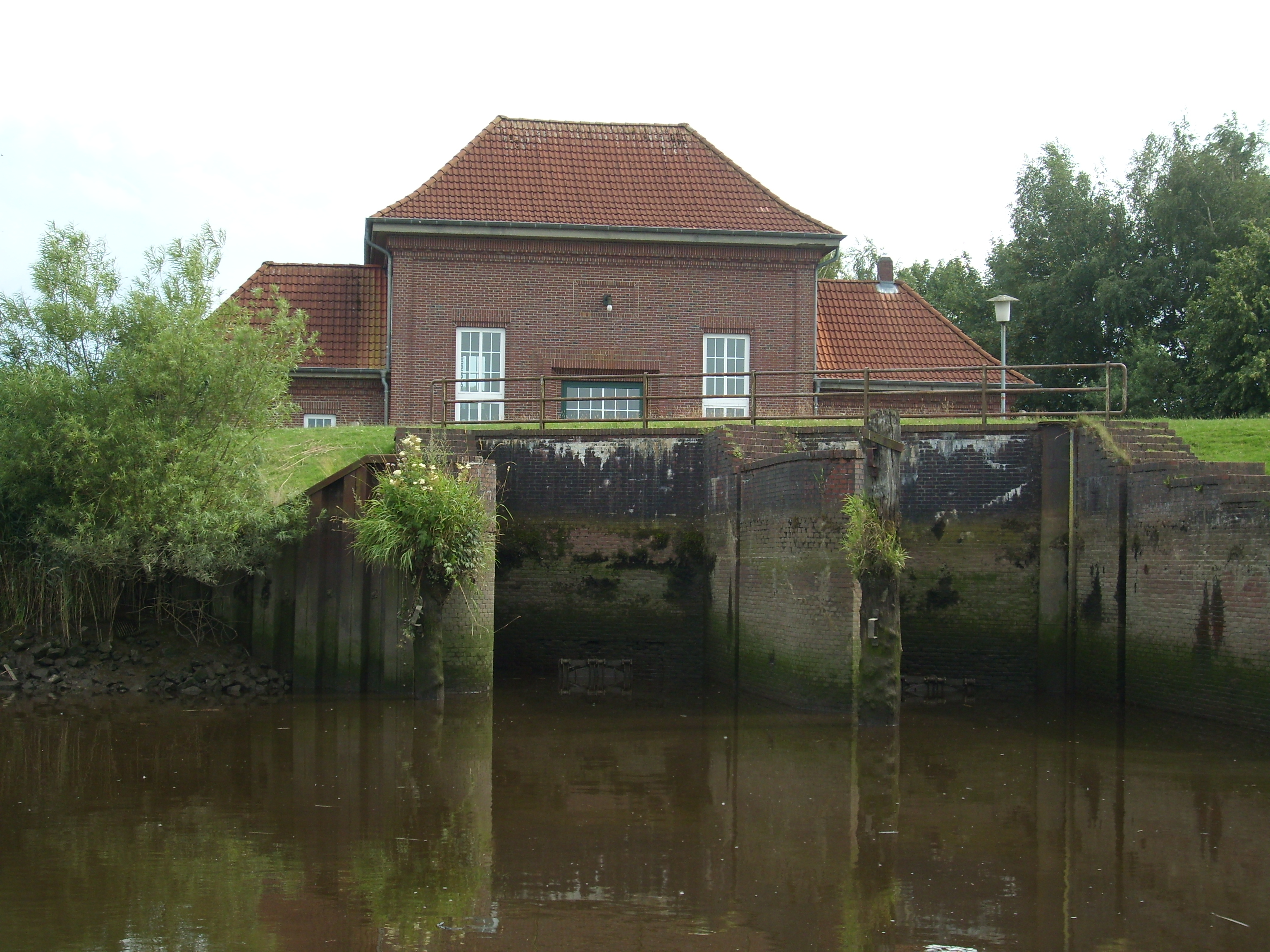
Schöpfwerk Münsterdorf, über das der Breitenburger Kanal in die Stör entwässert